# Evolution Through Revolution
Evolution Through Revolution è il quinto album in studio del gruppo grindcore statunitense Brutal Truth, pubblicato nel 2009.

## Tracce
1. Sugardaddy – 2:36
2. Turmoil – 1:04
3. Daydreamer – 1:46
4. On the Hunt – 1:00
5. Fist in Mouth – 1:57
6. Get a Therapist...Spare the World – 2:37
7. War Is Good – 0:48
8. Evolution Through Revolution – 2:52
9. Powder Burn – 1:54
10. Attack Dog – 0:42
11. Branded – 0:06
12. Detached – 3:01
13. Global Good Guy – 1:43
14. Humpty Finance – 1:55
15. Semi-Automatic Carnation – 2:55
16. Itch – 2:44
17. Afterworld – 3:26
18. Lifer – 2:53
19. Bob Dylan Wrote Propaganda Songs (Minutemen cover) – 1:22
20. Grind Fidelity – 3:55
21. Forever in Daze (solo su LP) – 1:30
22. Dogs of War (solo su LP) – 0:39

## Formazione
- Kevin Sharp – voce
- Dan Lilker – basso, cori
- Erik Burke – chitarra
- Rich Hoak – batteria